# H. H. Holmes
Herman Webster Mudgett (16. května 1861 – 7. května 1896), známý spíše jako Dr. Henry Howard Holmes, byl americký podvodník a sériový vrah působící mezi lety 1891 a 1894. V době své popravy v roce 1896 měl rozsáhlou kriminální kariéru, zahrnující pojistné podvody, padělání, podvody, tři až čtyři nelegální bigamní sňatky, krádeže koní a vraždy. Jeho nejvýznamnější zločiny se odehrály v Chicagu během světové výstavy v roce 1893.
Holmes se přiznal k 27 vraždám, avšak k trestu smrti byl odsouzen pouze za jednu – vraždu svého obchodního partnera Benjamina Pitesela. Předpokládá se, že mohl být zodpovědný za další tři vraždy Piteselových dětí a tří milenek, spolu s dítětem jedné milenky a sestrou druhé. Byl oběšen dne 7. května 1896.

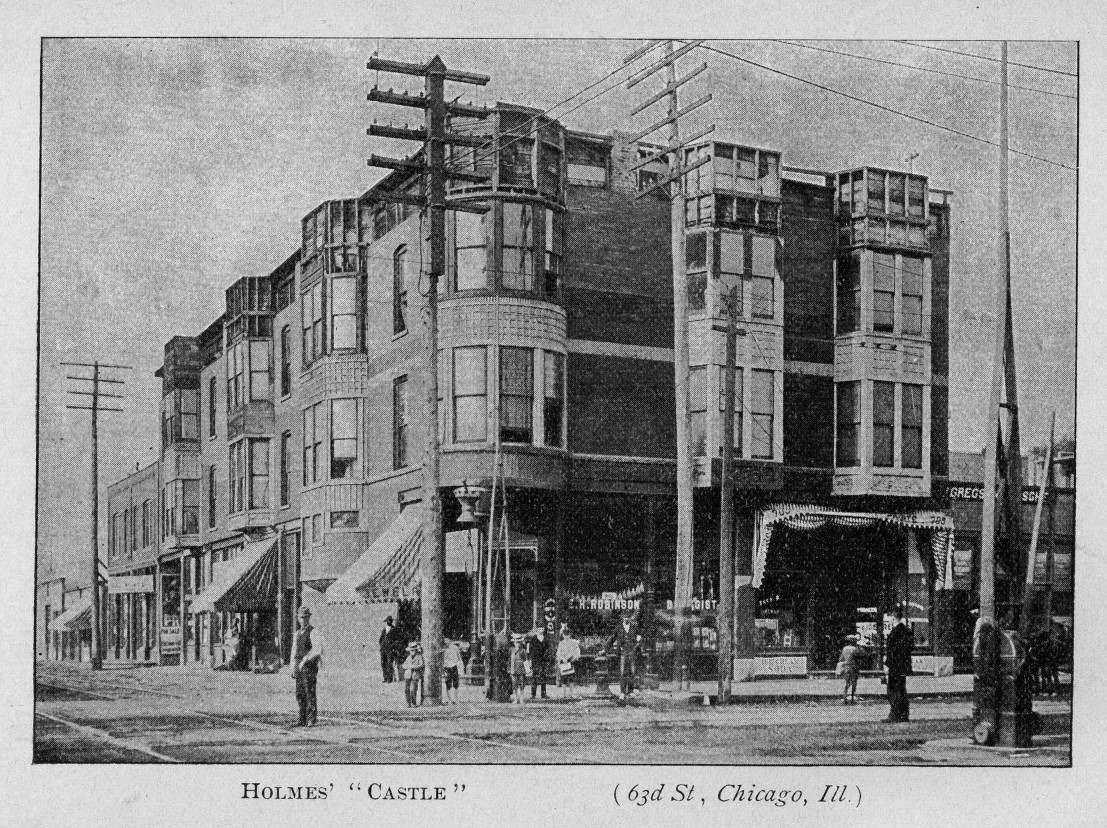
Holmesův „Vražedný hrad“ v Chicagu

Holmes je spojován s pověstmi o tzv. Vražedném hradu v Chicagu. Tyto příběhy o budově jsou většinou považovány za nadnesené či vymyšlené pro účely bulvárních zpráv. Některé zprávy dokonce tvrdí, že mohl být zodpovědný za úmrtí až 200 lidí. Tato skutečnost však může být důsledkem nedostatečného vyšetřování a senzacechtivé žurnalistiky té doby. Holmes sám poskytoval rozporuplné informace o svém životě. Na začátku tvrdil, že je nevinný, ale později prohlašoval, že je posedlý Satanem. Vzhledem k jeho sklonům k lhaní je obtížné získat pravdivý obraz jeho života. Jedním z příkladů je tvrzení, že zabil svého spolužáka z lékařské fakulty, přestože ten ve skutečnosti zemřel v Kanadě v roce 1889.
Od devadesátých let 19. století se Holmes často označuje jako sériový vrah. Spisovatel Adam Selzer ve své knize o Holmesovi uvádí: „Pouhé zabití několika lidí nemusí nutně být považováno za sériového vraha. Obvykle se jedná o sérii podobných zločinů spáchaných v určitém časovém období, zpravidla jako uspokojení psychologické potřeby pachatele spíše než z praktických důvodů.“ Selzer také zdůrazňuje: „Vraždy spojené s Holmesem často měly jasný motiv: oběť věděla příliš mnoho nebo mu stála v cestě, což ho vedlo k nedůvěře. Tyto vraždy nebyly jen z nenávisti, ale byly nezbytnou součástí jeho podvodů a ochrany jeho životního stylu.“

## V populární kultuře
Případu H. H. Holmese se dostalo ve své době enormní publicitě díky velkému zájmu novinářů. Americký spisovatel Robert Bloch napsal podle jeho příběhu román American Gothic (1974).
V roce 2003 Erik Larson vydal velmi populární knihu The Devil in the White City, v níž paralelně s popisem příprav a průběhu světové výstavy v Chicagu líčí Holmesův případ. V roce 2015 byla oznámena příprava filmu The Devil in the White City, který by na základě Larsonovy knihy měl režírovat Martin Scorsese, přičemž hlavní roli H. H. Holmese by měl hrát Leonardo DiCaprio. Zatím však film nebyl dokončen.
Dne 18. listopadu 2022 byla uvedena do prodeje hra The Devil in Me pro platformy PlayStation, Xbox a Windows. Tato hra je součástí série The Dark Pictures Anthology od vývojářů společnosti Supermassive Games a věnuje se tematice vražd spojených s osobou H. H. Holmese.

## Dobové články a výstřižky o H. H. Holmesovi
https://www.newspapers.com/topics/famous-people/h-h-holmes/